# بنیامین هریسون پنجم
بنجامین هریسون پنجم (به انگلیسی: Benjamin Harrison V) (زاده ۱۷۲۶ - درگذشته ۱۷۹۱) دولت مردی آمریکایی و از رهبران انقلاب آمریکا بود.
پسر او ویلیام هنری هریسون و نتیجه‌اش که او نیز بنجامین هریسون نام داشت هر دو بعدها رئیس جمهور آمریکا شدند.